# 澳門2020年度頒授勳章、獎章和獎狀名單
澳門2020年度頒授勳章、獎章和獎狀名單於2020年12月20日由澳門特別行政區行政長官賀一誠簽署，並於《澳門特別行政區政府公報》公布，共有34位個人或實體分別獲授勳，表揚他們在個人成就、社會貢獻或服務澳門特別行政區方面有傑出的表現。勳章、奬章和奬狀頒授儀式於2021年1月舉行。

## 榮譽勳章
大蓮花榮譽勛章
- 崔世安
- 鍾南山

金蓮花榮譽勳章
- 澳門中華教育會
- 劉仕堯
- 梁維特
- 馬耀權

銀蓮花榮譽勳章
- 中國銀行股份有限公司澳門分行
- 利馬

## 功績勳章
專業功績勳章
- 澳門衛生局

工商功績勳章
- 澳門中國企業協會
- 澳門餐飲業聯合商會

旅遊功績勳章
- 澳門旅遊商會
- 澳門旅行社協會
- 澳門旅遊業議會

文化功績勳章
- 星光書店有限公司
- 關權昌
- 吳衛堅

仁愛功績勳章
- 李展潤

## 傑出服務獎章
英勇獎章
- 衛生局疾病預防控制中心
- 衛生局仁伯爵綜合醫院胸肺科
- 旅遊危機處理辦公室
- 中華人民共和國澳門特別行政區海關口岸監察廳
- 消防局傳染病救護車隊伍
- 治安警察局出入境管制廳
- 司法警察局情報及支援廳

勞績獎章
- 市政署環境衛生及執照廳
- 市政署食品安全廳
- 馮浩賢

社會服務獎章
- 羅奕龍
- 林松
- 梁亦好

## 獎狀
功績獎狀
- 前往非洲支援抗疫工作行動隊伍
- 武漢包機接回滯留湖北澳門居民行動隊伍
- 接回滯留日本鑽石公主號郵輪澳門居民行動隊伍